# Schlosskirche St. Maria Magdalena (Salzgitter)

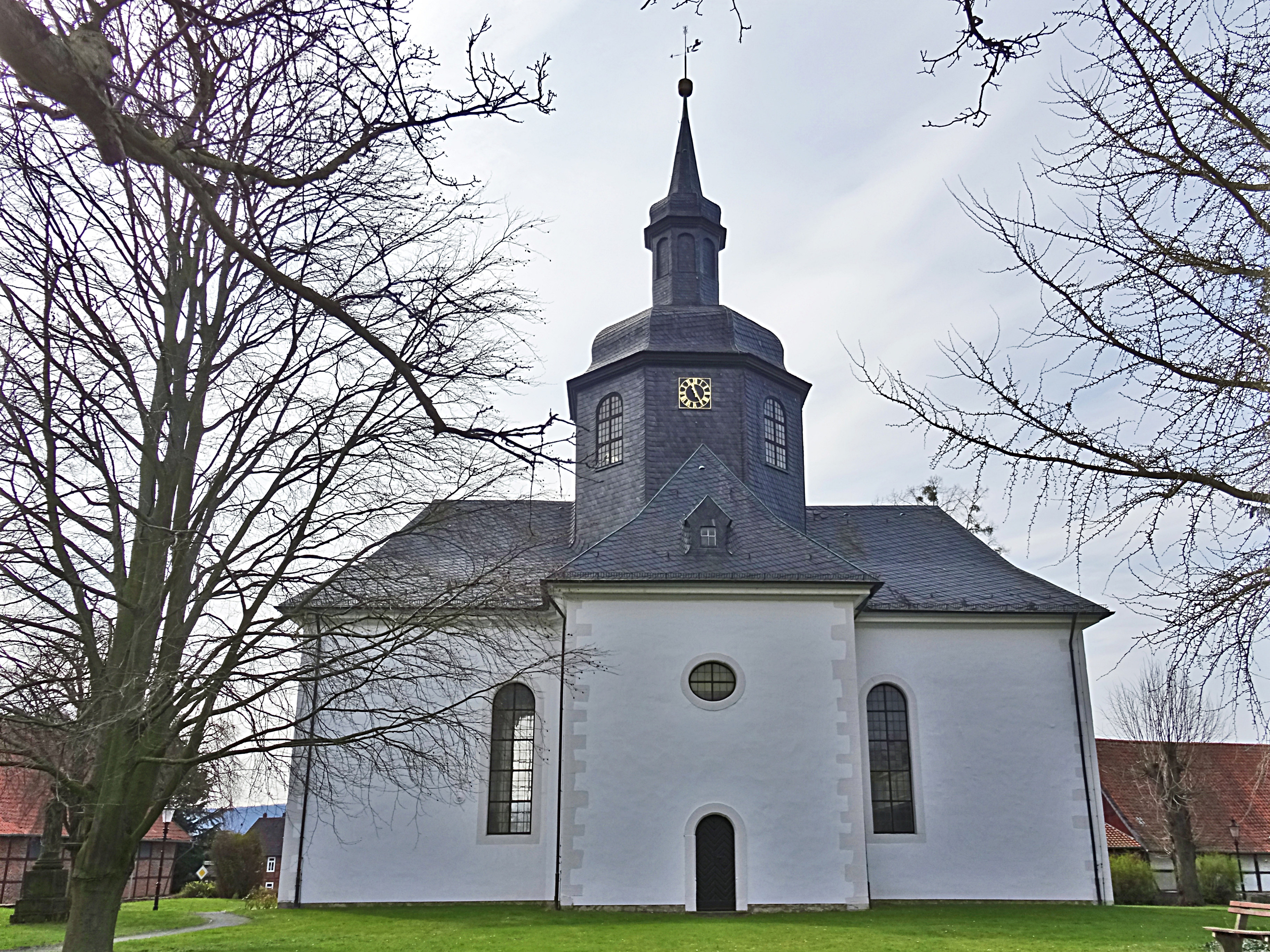
Schlosskirche Salder

Die evangelisch-lutherische Schlosskirche St. Maria Magdalena in Salzgitter-Salder, auch Schlosskirche Salder genannt, wurde zwischen 1713 und 1717 vom Erbprinzen von Braunschweig-Wolfenbüttel, August Wilhelm, nach den Plänen des Braunschweiger Festungsbaudirektors Völcker an der Stelle einer Vorgängerkirche gebaut.

## Geschichte

### Kirchengemeinde
Eine erste Erwähnung eines Priesters und damit indirekt einer Kirche in Salder stammt aus der Zeit Ende des 13. Jahrhunderts, als ein „Pfarrherr“ („rector Ecclesiae“) namens Henricus (Heinrich) erwähnt wird, der zugleich auch der Propst des Stiftes Steterburg war.
Seit der Christianisierung des Landes zu Beginn des 9. Jahrhunderts gehörte Salder zum Kirchenkreis (Archidiakonat) Lengede des Bistums Hildesheim. Zu diesem gehörten außerdem die Kirchen von Barbecke, Broistedt, Woltwiesche (alle heute Lengede), Bruchmachtersen, Engelnstedt, Ober- und Niederfreden (heute Lichtenberg), Lebenstedt, Lesse, Reppner und Westerlinde (heute Burgdorf).
Im Jahr 1542 wurde nach dem Sieg der Schmalkaldischen Truppen gegen Herzog Heinrich den Jüngeren zum ersten Mal die Reformation eingeführt. Als fünf Jahre später Karl V. die Schmalkaldischen Truppen besiegte, konnte Herzog Heinrich d. J. wieder in sein Herzogtum zurückkehren und ordnete in der Folge die Rückkehr zum katholischen Glauben an. Endgültig eingeführt wurde die Reformation 1568, als sein Sohn Herzog Julius den Thron übernahm. Salder wurde im Zuge der Neueinteilung der Superintendenturen der neugegründeten Spezialsuperintendentur Barum zugeordnet. Zu Barum gehörten neben Salder auch noch die Kirchen von Engelnstedt, Lebenstedt, Bruchmachtersen, Gebhardshagen, Engerode, Calbecht, Watenstedt, Hallendorf, Cramme und Leinde. Seit 1953 gehört Salder zur Propstei Lebenstedt und bildet dort zusammen mit der Kirche von Bruchmachtersen einen Pfarrverband.

### Vorgängerkirche

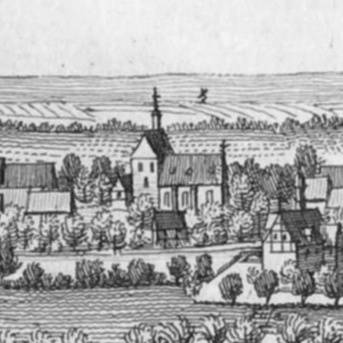
Kirche von Salder als Ausschnitt eines Stichs von Matthäus Merian

Auf dem Merian-Stich von 1654, der den Ort Salder mit seinem Schloss zeigt, ist auch die damalige Kirche dargestellt. Die Kirche hat einen romanischen Kirchturm, an den sich rechts ein gotisches Kirchenschiff anschließt. Über die Entstehung dieser Kirche gibt es keine weiteren Quellen. Der Baustil des Kirchturms lässt die Vermutung zu, dass es sich bei diesem um einen alten Wehr- oder Wohnturm aus dem 11. oder 12. Jahrhundert handelt, an den später – wahrscheinlich im 13. Jahrhundert – das gotische Kirchenschiff angebaut wurde.

### Baugeschichte
Das Patronat über die Kirche hatte ursprünglich in den Händen der Familie von Salder gelegen. Nach dem Verkauf des Schlosses und des Dorfes Salder durch die Herren von Salder an den Erbprinzen August Wilhelm um 1695/96 ging einige Jahre später (1709 oder auch früher) auch das Patronat über die Kirche an den welfischen Landesherrn über. Damit hatte August Wilhelm nun die Möglichkeit, in seinem „eigenen Dorf“ seine Pläne zum Bau einer Kirche umzusetzen, die sowohl die Aufgabe einer Gemeindekirche als auch die einer Schlosskirche erfüllen sollte.
Kurz nach Beendigung der Umbauarbeiten für das Schloss Salder ließ August Wilhelm im Sommer 1713 den Bau der neuen Kirche beginnen. Das alte Gebäude war zuvor wegen Baufälligkeit abgerissen worden, der Neubau wurde an der gleichen Stelle wie die alte Kirche errichtet. Die Bauleitung hatte August Wilhelm dem Braunschweiger Festungsbaudirektor Völcker übertragen, der zuvor schon die Andreaskirche in Seesen gebaut hatte.
Im Sommer 1714 war der Rohbau fertiggestellt worden, im September 1714 war das Dach gedeckt und die Kugel für die Kuppel der Kirche angebracht. Danach ruhten die Bauarbeiten einige Jahre, bis die Kirche im Jahre 1717 eingeweiht werden konnte. Die Kirche ist als Quersaalkirche gebaut, wobei der nördliche und der südliche Arm verkürzt sind. In der Mitte des Baus ist eine Vierungskuppel in Form einer Welschen Haube (Geschwungene Haube mit Laterne) mit einer Innenhöhe von 9,20 m aufgesetzt. Wohl aus Kostengründen wurde für die Kuppel keine runde, sondern eine achteckige Bauform gewählt. Die im Inneren der Kuppel angebrachten Balkone sind nicht begehbar und dienen nur der Zierde. Da die leichte Konstruktion der Kuppel nicht geeignet war, Kirchenglocken aufzunehmen, wurde für diese zunächst neben der Kirche ein provisorisches, allseitig offenes, Gerüst aufgestellt.
Eine Turmuhr erhielt die Kirche erst im September 1889. Diese Uhr war durch den Uhrmacher und Glockengießer Weule aus Bockenem geliefert worden und kostete damals 12 Taler.

### Renovierungen
Nachdem im Juni 1962 ein größeres Stück Stuck aus dem Gewölbe herausgebrochen war, stellte sich bei der anschließenden Überprüfung heraus, dass die Holzkonstruktion des Dachstuhls zum großen Teil morsch war. Die Kirche wurde daraufhin gesperrt, die Konfirmationsgottesdienste fanden bis zum Ende der Arbeiten im Dezember 1965 in der Kirche von Bruchmachtersen statt, die Sonntagsgottesdienste wurden im Gemeindehaus abgehalten. Bei der umfassenden Renovierung wurde u. a. der Steinboden ersetzt, die Emporen wurden erneuert und erhielten neue, platzsparende Aufgänge. Der Eingang zur Kirche wurde vom Ost- in den Südflügel der Kirche verlegt. Anstelle der bisherigen Bänke für die Gottesdienstbesucher wurden Stühle aufgestellt, die Kirche bietet seitdem etwa 300 Besuchern Platz. Der Innenraum und die Kirchenkuppel, die bis dahin mit einem Sternenhimmel ausgemalt war, erhielten einen Anstrich in hellen Farbtönen und wurden damit wieder an die ursprüngliche barocke Bemalung angeglichen.
Als man bei der Renovierung des Turmes die an der Kirchenspitze angebrachte Bleikapsel öffnete, fand man darin unter anderem einen Bericht über die Instandsetzung der Kirche von 1854. Darin wird berichtet, dass damals das Schieferdach von Kirchengebäude und Turm erneuert wurde. Auch stammte die Ausmalung der Kirchenkuppel mit dem blauen Sternenhimmel wahrscheinlich aus dieser Zeit.
Die letzte Renovierung wurde 2012 durchgeführt, dabei erhielt der Innenraum seinen heutigen Anstrich.

## Einrichtung der Kirche

### Innenraum

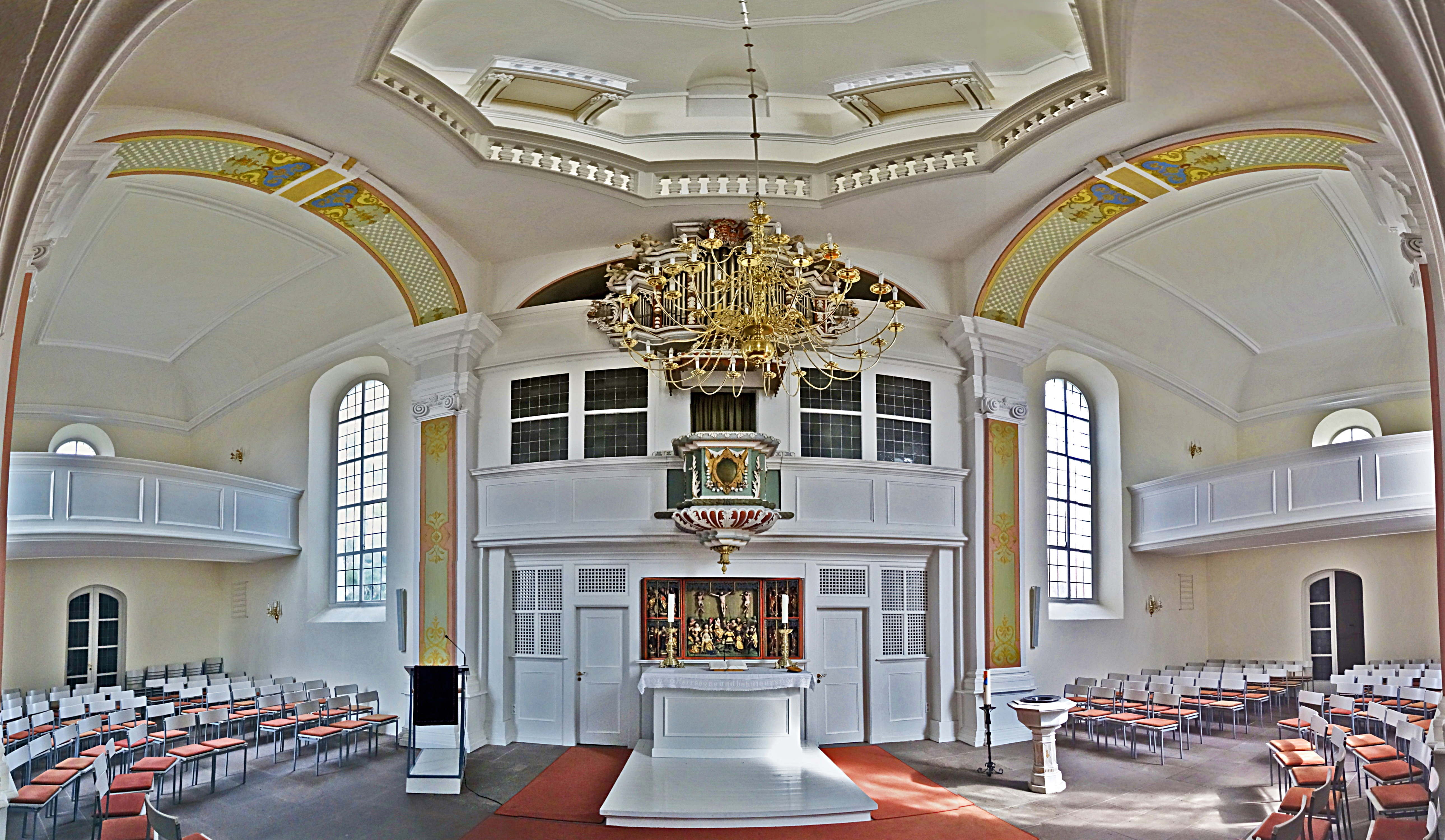
Innenraum-Panorama

Die Quersaalkirche galt zur Zeit August Wilhelms als die für den protestantischen Gottesdienst am besten geeignete Raumform. Damit war der Kirchenbau ganz auf die Abhaltung eines reformierten Gottesdienstes abgestimmt, eine Nutzung für katholische Gottesdienste wäre nicht ohne größere Umbauten möglich gewesen. Im Gegensatz zur katholischen Kirche, in welcher der Altar in einem von der Gemeinde abgegrenzten Chorraum steht, der Laien nicht zugänglich war, steht hier der Altar in der Mitte der Kirche. Die Sitzplätze für die Gemeinde befinden sich links und rechts davon in den Kreuzarmen und den darüber liegenden Emporen und sind mit Blick auf den Altar ausgerichtet. Mit diesem Bau wollte August-Wilhelm seinen evangelischen Glauben dokumentieren und verhindern, dass sein Vater Herzog Anton Ulrich, der 1709 zum römisch-katholischen Glauben konvertiert war, seine Schlosskirche für katholische Gottesdienste nutzen konnte.
Über dem Altar sind Kanzel und Orgel angebracht. Im Südflügel, gegenüber der Altarwand und auf gleicher Höhe wie die Kanzel, befand sich die Prieche für den Herzog und sein Gefolge, die dadurch vom Volk abgegrenzt waren, sich aber dennoch in bevorzugter Lage zum Altar befanden. Diese Prieche wird heute als Empore für alle Gottesdienstbesucher genutzt.

### Orgel
Wann die Kirche ihre erste Orgel erhielt und von wem diese erbaut wurde, ist ungewiss. Es wird angenommen, dass die Orgel schon 1717 zur Einweihung der Kirche fertig war. Als Orgelbauer gilt Johann Andreas Graf, der zur fraglichen Zeit in Wolfenbüttel tätig war. Unstrittig ist, dass der Orgelprospekt bereits in den Entwürfen des Architekten Völcker so eingezeichnet war, wie er auch später umgesetzt wurde. Aus dem Schriftverkehr des Pastors Schneevoigt (Amtszeit 1844 bis 1882) geht hervor, dass die Orgel 1868 durch den Orgelbauer Engelhardt (wahrscheinlich ein Sohn von Johann Andreas Engelhardt) renoviert wurde. Die Orgel habe damals über 15 Register verfügt, verteilt auf zwei Manuale und ein Pedal. Die letzte umfangreiche Erneuerung der Orgel wurde 1972 abgeschlossen, seitdem verfügt die Orgel über drei Werke mit insgesamt 19 Registern.

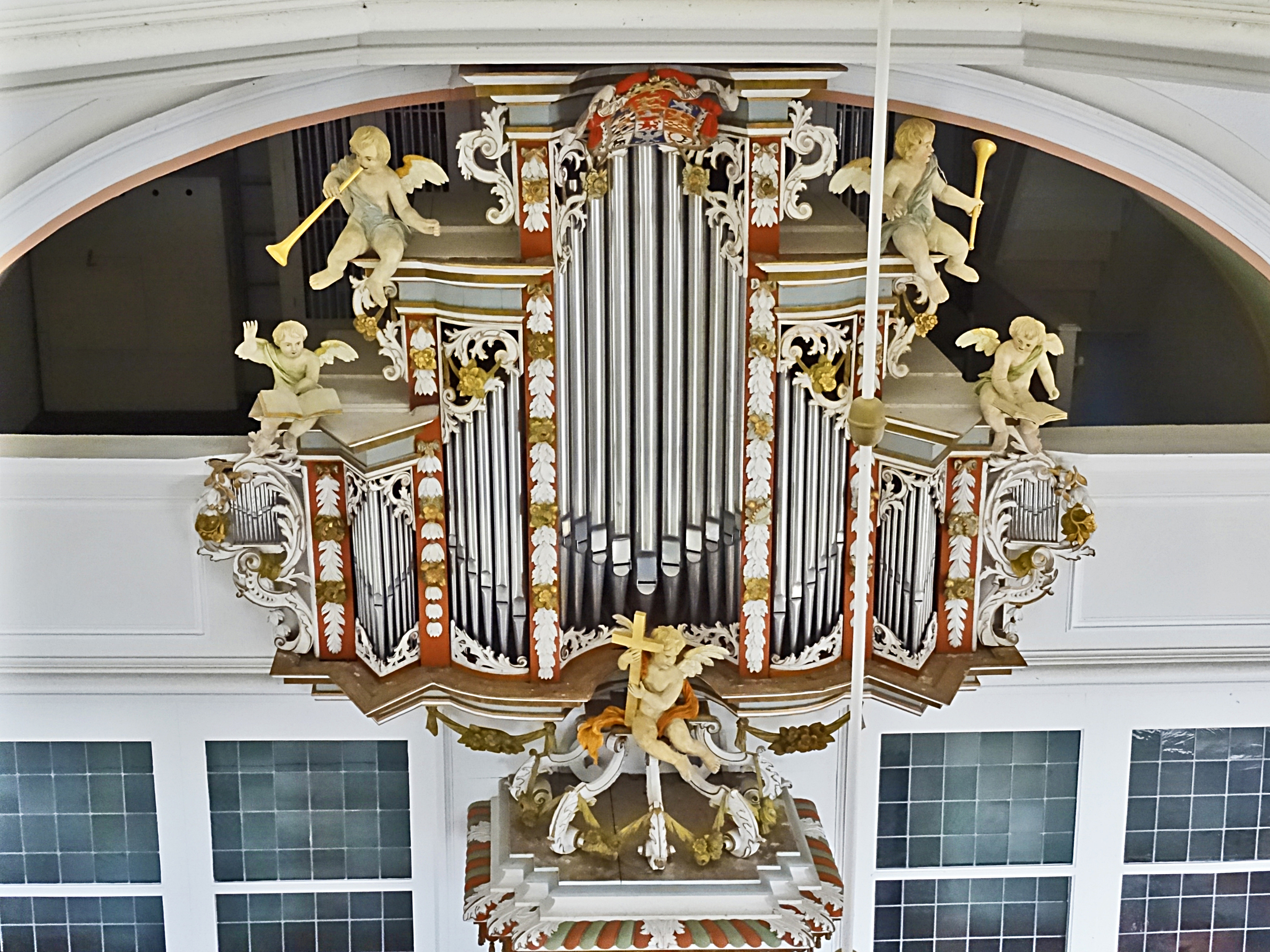
Die Orgel

| I Hauptwerk C– |               |    |
| 1.             | Principal     | 8′ |
| 2.             | Holzgedackt   | 8′ |
| 3.             | Gambe         | 4′ |
| 4.             | Oktave        | 4′ |
| 5.             | Blockflöte    | 2′ |
| 6.             | Sifflöte      | 1′ |
| 7.             | Mixtur III–IV |    |
| 8.             | Krummhorn     | 8′ |
|                | Tremulant     |    |

| II Positiv C– |           |        |
| 9.            | Rohrflöte | 8′     |
| 10.           | Nachthorn | 4′     |
| 11.           | Schwiegel | 2′     |
| 12.           | Terzflöte | 1 3⁄5′ |
| 13.           | Nassat    | 1 ⁄3′  |
| 14.           | Zimbel II |        |
|               | Tremulant |        |

| Pedal C– |           |     |
| 15.      | Subbass   | 16′ |
| 16.      | Oktavbass | 08′ |
| 17.      | Gedackt   | 08′ |
| 18.      | Gemshorn  | 04′ |
| 19.      | Dulcian   | 16′ |

- Koppeln: II/I, I/P, II/P

### Kircheninventar

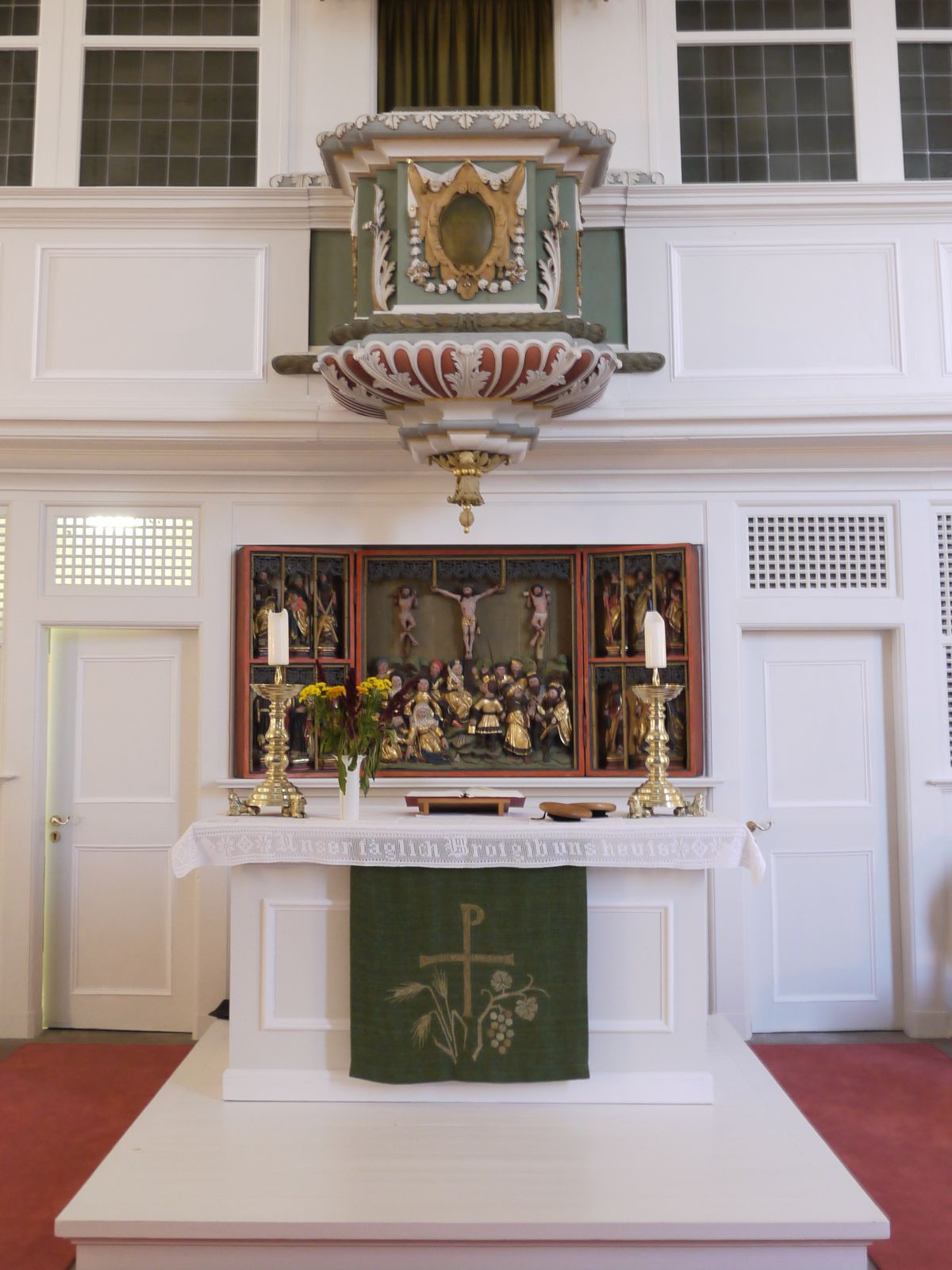
Altar und Kanzel

Die Kirche besitzt einen Flügelaltar aus dem 16. Jahrhundert. Dieser stammt aus der Vorgängerkirche und wurde 1873 bei einer Visitation zufällig im Dachraum wiedergefunden. Da man damals keine Verwendung dafür hatte, wurde er zur Untersuchung an die Herzogliche Bibliothek in Wolfenbüttel übergeben. Dort wurde das Retabel wieder zusammengefügt und restauriert. Nach dem Krieg wurde das Retabel zunächst in der katholischen St. Ägidienkirche in Braunschweig ausgestellt, später wurde es in das Archiv des Herzog Anton Ulrich-Museums übernommen. Auf Betreiben der Kirchengemeinde wurde das Retabel Mitte der 1980er Jahre nach Salder zurückgegeben. Nach einer umfangreichen Instandsetzung und Konservierung hängt es seit September 1987 über dem Altar der Kirche.
Der Flügelaltar zeigt im mittleren Hauptfeld die Kreuzigungsszene, die wegen der vielen Figuren unter dem Kreuz auch „Kreuzigung mit dem Gedräng“ genannt wird. In den beiden Flügeln stehen die Figuren der zwölf Apostel.
Zusammen mit dem Flügelaltar hatte man 1873 auch ein frühgotisches Hängekreuz gefunden, das zunächst ebenfalls an die herzogliche Bibliothek übergeben wurde. Das Kruzifix befindet sich heute in der Sammlung mittelalterlicher Kunst in der Burg Dankwarderode.
Die Kirche besitzt weiter einen Abendmahlskelch, der 1547 von Burchard von Salder gestiftet worden war. Er ist aus vergoldetem Silber, 21 cm hoch, und enthält die Wappen von Nicolaus Rivenstael († 1569), dem ersten ev. Pfarrer von Niederfreden und Salder, und eine Rose, das Wappen der Herren von Salder. Die Umschrift zeigt die Namen „Burchard von Salder anno 1547“ und „Nicolaus Rivenstael fieri fecit“.
Zur Einweihung der Kirche im Jahr 1717 schenkte der nun regierende Herzog August Wilhelm der Kirche ein Kruzifix aus Elfenbein, eine Prunkbibel von 1716 mit bemaltem Ledereinband und einer handschriftlichen Widmung August Wilhelms sowie zwei silberne Altarleuchter, die um 1705 gefertigt wurden.

### Glockenhaus und Glocken

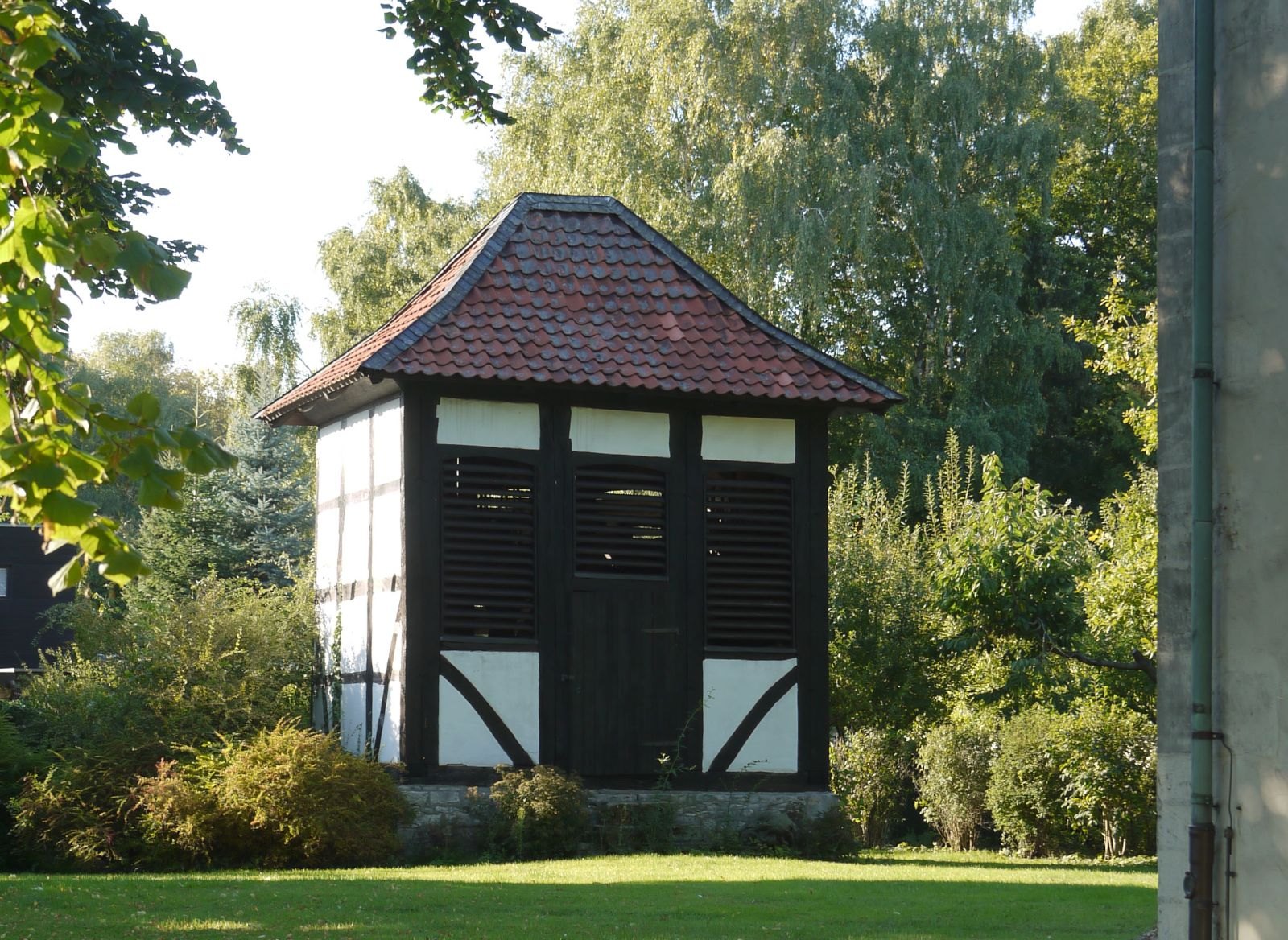
Glockenhaus der Kirche

Da die Glocken nicht in der Vierungskuppel aufgehängt werden konnten, wurde 1717 neben der Kirche ein provisorisches Gerüst für die Glocken aufgestellt. Die Glocken waren hier ungeschützt dem Wetter ausgesetzt, eine der drei Glocken musste daher um 1755 wegen eines Sprunges umgegossen werden. Daraufhin beantragte die Gemeinde bei der Landesherrschaft den Bau eines Glockenhauses. Nachdem ein erster Entwurf, der einen zweistöckigen Glockenstuhl mit einem hohen Walmdach vorsah, nicht genehmigt worden war, wurde ein anderer Zimmermann beauftragt, dessen Plan eines einstöckigen Glockenhauses dann am 14. Juni 1769 genehmigt und umgesetzt wurde. Die jüngste Renovierung des Glockenhauses wurde 1993 durchgeführt, bei dieser wurde das Dach erneuert und die bis dahin offenen Schalllöcher durch Lamellenblenden verschlossen.
Die älteste der drei Bronzeglocken der Kirche war 1587 gegossen worden, auf der Inschrift wurde berichtet, sie sei unter der Amtszeit des Pastors Gerhardus (1574 bis 1611 Pastor in Salder) durch den Glockengießer M. Claves Hagen aus Braunschweig gegossen worden. Die Inschrift lautete: „Is Gott mith uns, wer kan weder uns. Wer Gott vertrwet, vast up en bwet, den wil he nicht vorlaten. Uth dem Feuer bin ich geflaten. M. Claves Hagen beinen Braunschwigh heft mich gegaten. Anno 1587. Daniel Gerhardus hujus ecclesiae pastor.“ Das Glockengeläut wurde 1883 durch drei neue Glocken ersetzt, die aber im Juni 1916 während des Ersten Weltkrieges abgegeben werden mussten und eingeschmolzen wurden. Als Ersatz kaufte die Gemeinde im Juli 1917 bei der Glockengießerei Weule in Bockenem drei neue Stahlglocken, die noch heute im Glockenhaus hängen.